# Anton Yegorovich von Saltza
El Barón Anton Yegorovich Zaltsa (en ruso: Анто́н Его́рович За́льца, Antón Egórovič Zál’ca; 22 de octubre de 1843 - 9 de febrero de 1916), más conocido como Barón Anton Yegorovich von Saltza, fue un general de origen alemán del Báltico quien fue comandante del Distrito Militar de Kazán, y también uno de los comandantes del Ejército ruso durante las primeras etapas de la Primera Guerra Mundial.

## Biografía

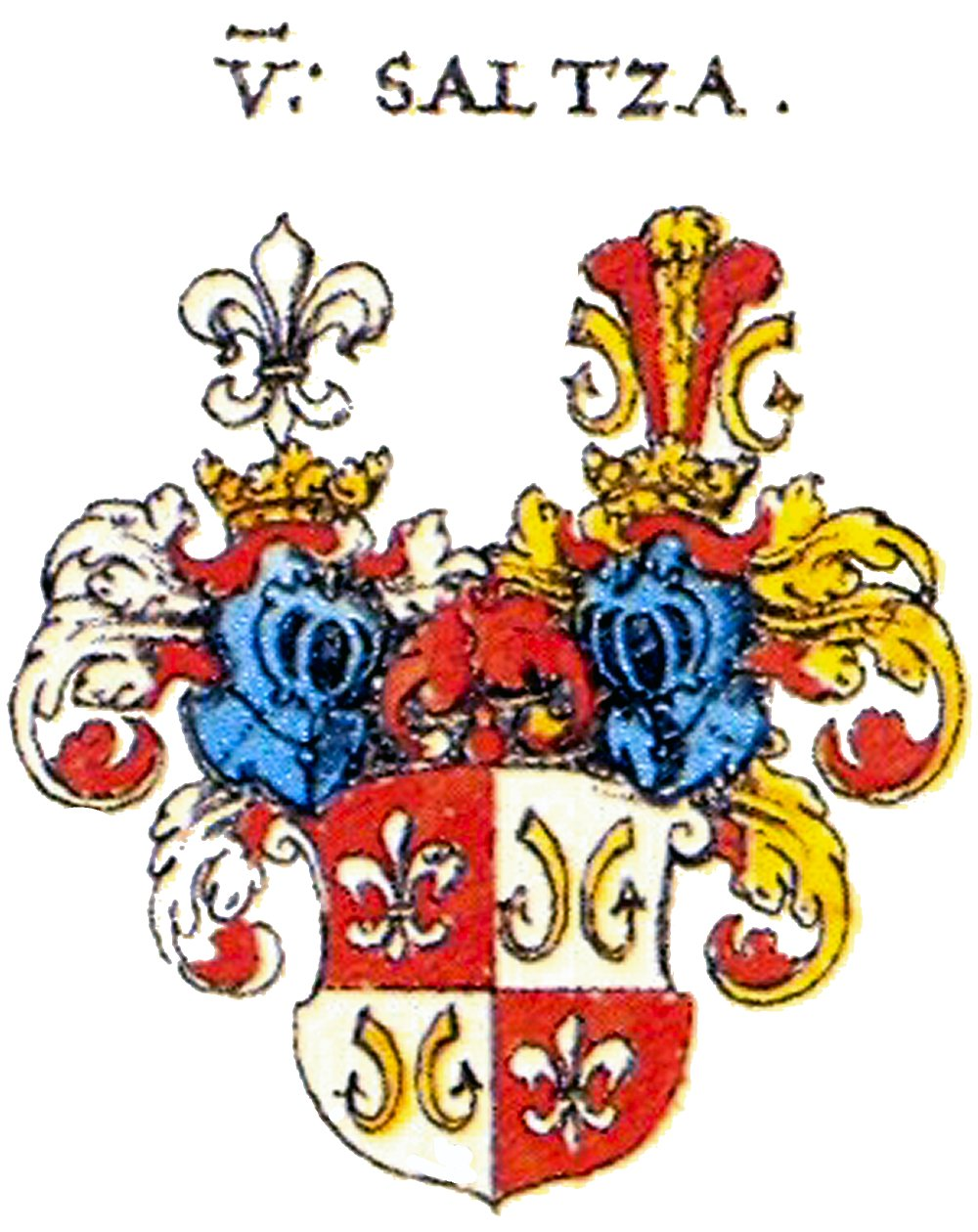
Escudo de armas de la familia Saltza.

Saltza nació el 22 de octubre de 1843 en Luga, en la Gobernación de San Petersburgo, en el seno de la familia alemana del Báltico von Saltza como hijo del senador y barón Georg Reinhold Frommhold von Saltza y la rusa Alexandra Brosina.
Tras su graduación en 1862, se alistó en el 4.º Batallón de la Guardia de la Familia Imperial, que lo llevó a la sofocación del levantamiento polaco. Por ello recibió la Orden de San Estanislao de tercer grado y la Orden de Santa Ana de cuarto grado con la inscripción "Por Valentía". A finales de agosto de 1867, Saltza fue promovido a teniente segundo y a teniente primero a mediados de abril de 1869. A finales de agosto de 1874, exactamente 7 años después de su promoción a teniente segundo, fue promovido a capitán, y también recibió la Orden de Santa Ana de tercer grado.
A mediados de diciembre de 1875, Saltza sirvió en el Distrito Militar del Cáucaso a disposición del comandante del distrito militar, el Gran Duque Miguel Nikolayevich. Después de esto participó en la guerra ruso-turca. Tras la guerra, por distinción y hazañas, Saltza recibió la Orden de San Jorge de cuarto grado, la mayor condecoración militar del Imperio ruso.
A principios de febrero de 1878, alcanzó el rango de teniente coronel, y también recibió la Espada Dorada por Valentía en 1877, la Orden de San Estanislao de segundo grado con espadas y lazo y la Orden de San Vladimir de cuarto grado con espadas, ambas concedidas en 1878. En 1878, Saltza fue hecho adjunto a las órdenes del Gran Duque Miguel Nikolayevich, y a principios de febrero de 1879, fue nombrado comandante del 1.º Batallón de Rifles del Cáucaso, en el que recibió la Orden de Santa Ana de 2.º grado y la Orden de San Vladimir de 3.º grado en 1883. Desde mediados de junio de 1889 hasta mediados de abril de 1902, fue comandante de varios regimientos y batallones. Durante su tiempo como comandante, recibió la Orden de San Estanislao de primer grado en 1898. A mediados de abril de 1902, fue promovido a teniente general y fue designado comandante de la 24.ª División de Infantería. Entre 1904 y 1905, comandó la 1.ª División de Infantería de la Guardia, y entre 1905 y 1908, comandó dos cuerpos de ejército, el primero el 22.º Cuerpo de Ejército y el segundo el 1.º Cuerpo de Ejército. A mediados de abril de 1908, fue promovido a General de Infantería, y se convirtió en asistente del comandante del Distrito Militar de Kiev, a las órdenes del comandante en jefe el Teniente General Vladimir Sujomlinov, y después del General Nikolai Ivanov. A principios de febrero de 1911, fue nombrado comandante en jefe de todas las tropas del Distrito Militar de Kazán.

### Primera Guerra Mundial
Con el estallido de la Primera Guerra Mundial, se formó el 4.º Ejército del Imperio ruso, tras lo cual Saltza fue nombrado su comandante en jefe. Durante las primeras etapas de la batalla de Galicia, sus tropas junto con el General Ivanov fueron derrotadas en Kraśnik en el propio suelo ruso. Tras este fracaso, Saltza fue remplazado por el General Aleksei Evert. Más tarde retornó a su antiguo puesto como comandante en jefe del Distrito Militar de Kazán y se convirtió en miembro del Comité Alejandro sobre los heridos. A principios de noviembre de 1914, fue nombrado comandante de la Fortaleza de Pedro y Pablo, y allí a principios de diciembre, recibió la Orden de San Alejandro Nevski. Entre otras condecoraciones, recibió la Orden de Santa Ana de primer grado en 1904, la Orden de San Vladimir de segundo grado en 1906 y la Orden del Águila Blanca a principios de diciembre de 1911. El General Saltza murió el 9 de marzo de 1916 en Petrogrado, pero la localización de sus restos permanece desconocida.

## Condecoraciones
- Orden de San Estanislao, 3.ª clase (1863)
- Orden de Santa Ana, 4.ª clase (1863)
- Orden de Santa Ana, 3.ª clase (1873)
- Espada Dorada por Valentía (1877)
- Orden de San Jorge, 4.ª clase (1878)
- Orden de San Estanislao, 2.ª clase (1878)
- Orden de San Vladimir, 4.ª clase (1878)
- Orden de Santa Ana, 2.ª clase (1883)
- Orden de San Vladimir, 3.ª clase (1888)
- Orden de San Estanislao, 1.ª clase (1898)
- Orden de Santa Ana, 1.ª clase (1904)
- Orden de San Vladimir, 2.ª clase (1906)
- Orden del Águila Blanca (1911)
- Orden de San Alejandro Nevski (1914)